# 프리드로우
《프리드로우》는 네이버 웹툰에 매주 토요일에 연재 중이었던 학원시트콤 웹툰이다. 웹툰 작가 전선욱이 연재하고 있다. 2013년 11월, 네이버 정식 웹툰으로 편성되었다. 2023년 11월 완결되었다. 20년 네이버 웹툰 1위자리에 있기도 했었다.

## 줄거리
한때 도봉산중 4대천왕으로 유명했던 일진소년 한태성, 고등학생이 되고나서는 음지생활을 청산하고 일진친구들과 거리를 둘 생각으로 집에서 멀리있는 남천고로 온다. 하지만 입학첫날부터 교실에서 싸움질을 하는가 하면 남천고에서 악명높은 불량써클 샤벨타이거와 패싸움까지 하게 된다. 이후 만화부장 구하린과 범생이 이민지까지 얽히게 되면서 개과천선은커녕 오히려 점점 더한 꼴통으로 변해버린다. 하지만 만화부에서 여러 일들을 겪고 자신의 예전 모습을 반성하며 꿈을 이루려 하는 모습을 보인다.

## 등장인물

### 주요 인물
- 한태성(17세~19세)

중학교때 도봉산중 4대일진패거리 친구들과 철민이 가져온 담배 하나로 엄청나게 가까워지기 시작했고 시간이 흐르고 나서는 학교를 대표하는 일진패거리가 되어 있었다. 강냉이머신이라는 별명으로 전설적인 싸움짱으로 이름을 날리고 다녔지만 고등학생이 되고나서는 갱생의 의지를 보이며 일진 아이들과의 접촉을 최대한 피하고자 학교도 사는 동네에서 멀리 떨어져 있는 남천고에 입학한다. 하지만 입학 첫날부터 불량배와의 싸움에 얽혔고 일주일 정학처분을 받게되면서 개과천선은커녕 예전보다 더한 꼴통으로 변해가기 시작했다. 그러던 어느날 범생이 여학생 이민지와 만화부장 구하린과 얽히게 되면서 얼떨결에 만화부에 들어가고 그러는 동안 점차 다르게 변하기 시작한다.
사실 남몰래 만화에 남다른 관심을 가지고 있었다. 그래서 웹툰사이트에 '몽키맨 우끼끼'라는 만화까지 연재했을 정도지만 만화를 그리던 다른 아이가 오타쿠 취급받으며 놀림받는걸 보고는 만화에 만 자도 끄집어내지 않다가 만화부에 들어오고 나서는 다시 만화그리는 일을 시작한다.
- 이민지(17세~19세)

태성과 같은반 여학생. 전교 5등안에 드는 엄친딸. 처음에는 전학첫날부터 싸움이나 하는 태성을 한심하게 여기는듯 했지만 그가 만화부 모집전단에 관심을 보이는걸 보고는 저도 모르게 관심이 생긴다. 이후 뜻하지 않은 소동으로 함께 만화부에 들어온 사이 태성과는 커플이 됐다. 중학교때만 해도 공부할때는 공부하고 놀고 여느 아이들처럼 화장하고 꾸미는 일을 좋아하는 평범한 여학생이었지만 친한
남사친이 술을 권유받자 냉정하게 돌아서고 가려던 찰나 그에게 붙잡혀 무자비한 폭행을 당한다. 그후에는 범생이가 되지만 태성을 만나고부터는 좀
바뀌었다
- 구하린(18세~20세)

남천고 만화부장이자 교장의 손녀. 한국인과 스웨덴인의 혼혈이라 머리가 노란색이다. 과거에는 태성과 하나도 다를것이 없는 일진이었지만 학교폭력을 당하던 절친한 친구 윤다솜이 자살했다는 소식을 듣고는 엄청나게 슬퍼하며 모든 음지생활을 청산한다. 이후 미술부에 들어갔지만 그마저도 모종의 사건이 벌어지면서 그만뒀고 할아버지의 재력으로 학교 안 창고 대용으로 쓰는 좁은 방을 얻어 만화부를 설립한다. 이때 모인 오타쿠 김동환과 게임폐인 임재익을 처음에는 한심하게 여기지만 나중에는 만화부 일원으로 절친이 된다. 현아영 사건이후 무단결석일수가 길어진 탓에 1년 유급되어 태성과 민지와 같은 학년이 됐다.
- 김동환(18세~20세)

현실의 여자들보다 피규어와 애니메이션에 더 관심이 많은 전형적인 오타쿠. 알게 모르게 구하린과 자주 얽히기 시작한다. 하지만 그냥 같은 만화부원으로써만 티격태격 하는 것일뿐 결코 그 이상의 감정은 없다. 현아영의 유혹에 넘어가 만화부를 탈퇴해버린 일때문에 구하린에게는 흠씬 두들겨 맞았지만 다시 만화부에 들어오고 나서는 화해한다. 그리고 그녀와는 하루도 조용할 날이 없는 하루를 보내는 중이다. 웹툰에서는 이름대신 동까라는 별명으로 더 유명하다.
- 임재익(17세~19세)

게임덕후. 그 중에서 LOL(롤)이라면 사족을 못쓴다. 동환보다 더한 엑스트라 취급을 받아오다가 어느날 강주희와 러브라인을 형성하기 시작한다. 하지만 강주희의 연예계 활동으로 멀어지게 되고, 그 충격으로 학교를 자퇴하고 프로게이머를 준비한다.

### 도봉산중 4대천왕
- 이재호, 박덕진(17세~18세)

중학교시절부터 각각 미친원숭이(이재호)와 잭슨파이브(박덕진)라는 별명으로 이름을 날리던 태성의 친구. 태성을 따라 남천고로 왔다. 항상 개그만 하는 4차원 이미지지만 싸움짱 출신답게 싸움실력은 타의 추종을 불허한다.
- 신철민(17세~18세)

도봉산중 4대천왕 아이스콜드. 네 사람중 가장 정상적인 인물. 제일 먼저 개과천선을 해 현재는 완전히 범생이가 됐고 친구들과의 사이도 멀어진다.

### 샤벨타이거
- 이지훈(19세~20세)

샤벨타이거 리더. 마산 출신이라 마산빠따라는 별명을 가졌으며 사투리와 표준어를 자유자재로 구사한다. 처음에는 자기 동생을 건드린 한태성을 샤벨타이거에 합류시키려고 말로 회유하지만 그가 거절하자 결국 패거리들을 동원해 골목길 패싸움을 하기된다. 하지만 한태성 친구들과 구하린, 순찰중이던 경찰들까지 난입하면서 실패로 돌아갔고 이후에는 예상외로 조용히 지낸다. 원래 지다예와 공식 커플 사이였지만 패싸움 이후 점차 이상하게 돌변한 그녀를 보며 이별을 통보한다. 이후 만화에서 사라졌다가 오랜만에 다시 모습을 드러냈다. 원래 전부터 야구선수의 꿈을 가지고 있어서 늦게나마 프로입단이라는 목적을 이루기 위해 학교를 자퇴하고 선수생활을 하고 있는 것으로 전해졌으며 헤어졌던 다예하고는 다시 화해를 했다.
- 지다예(18세~19세)

이지훈의 여자친구. 원래는 엑소 열혈팬이었던 평범한 소녀였지만 지훈의 고백을 받고 불량써클을 알게 된 뒤로 일진생활을 동경하기 시작해 불량스럽게 변하기 시작했다. 패싸움때 지훈이 한태성에게 완패당하는걸 보고는 완전히 눈이 뒤집혀 한태성과 이민지를 밟아버리려고 했지만 점차 극단적이고 파괴적으로 변해갔고 절친했던 주희하고도 사이가 틀어진다. 이때 눈엣가시로 여기던 구하린을 응징하기 위해 커터칼로 난동을 부리다 실패한 뒤 만화에서 사라졌고 오랜만에 다시 나왔는데 학교를 자퇴하고 검정고시학원을 다니고 있었다. 게다가 염색했던 머리도 다시 까맣게 물들이고 안경까지 착용하는등 불량스러운 외모를 고쳐버려 같은사람이 맞는지 의심스러울 정도로 변화된 모습을 보여주었다.
- 정승현(19세~20세)

샤벨타이거 2인자. 2인자 답게 싸움실력이 꽤나 뛰어난 편이다. 강주희와 커플 사이였지만 어느날 그녀하고의 사이가 급격하게 멀어지기 시작했고 급기야 나중가서는 양다리까지 걸친다. 그러다가 주희에게 딱 걸려 차인 뒤로는 만화에서 사라졌다. 리더를 비롯한 멤버들이 여러 사정으로 흩어져 버리자 써클을 그만두고 조용히 지내다 졸업한듯하다. 그러다 최근에 잘나가는 주희에게 다시 연락을 해오며 오랜만에 재등장했다.
- 강주희(18세~19세)

정승현의 여자친구이자 다예의 절친. 불량써클 소속이기는 하지만 삐뚤진 않다. 연기학원을 다니는 배우지망생이라 흉내내는 제주가 매우 뛰어나며 그 때문에 아이들 사이에선 분위기 메이커로 인기가 많다. 평범하고 순수하기만 하던 다예가 일진의 늪에 빠져 삐뚤어지는걸 보고는 누구보다도 안타까워하며 바로잡으려 했으나 실패한 후에는 사이가 완전히 틀어져 버린다. 이후 샤벨타이거를 탈퇴하고는 만화부 임재익과 가까워지기 시작한다. 웹드라마를 시작으로 연예계 활동을 시작하다 배우를 거쳐 아이돌로 데뷔를 한다. 아이돌 활동으로 임재익과는 멀어진다.
- 장봉남(18세~19세)

샤벨타이거 행동대장. 씨름부를 했을만큼 덩치가 크고 그만큼 힘도 좋다. 골목길 패싸움 당시 한태성에게 일방적으로 당한적이 있던탓에 그를 밟으려는 지다예의 계획에 적극적으로 동참한다. 하지만 나중에는 태성에게 첫눈에 반해버렸고 이후 모든걸 사과하고는 경찰에 자수하면서 소년원에 수감된다. 그래서 한동안 만화가에서 나오지 않다가 간만에 학교에 다시 돌아온것으로 재등장했다. 그무렵 태성이 민지와 가까워지려는 박세준을 수상하게 여기고 있던 찰나였기에 태성과 민지를 이어주기 위해 자신이 직접 박세준을 유혹하기 시작했고 그것이 성공하여 공식적인 게이가 된다.
- 이도연(19세~20세)

원래 나이대로라면 이미 졸업했어야할 나이지만 1년 유급해버린 탓에 주희와 같은학년이다. 하지만 주희와 다예를 비롯한 후배들은 '언니'라고 존댓말까지 쓰며 윗사람으로 대한다. 샤벨타이거 멤버들이 뿔뿔이 흩어지고 나서는 본의아닌 떠돌이 생활을 하게 되면서 간간히 주희하고만 만나고 있다. 어느날 미술실에서 우연히 촬영하게 된 박세준과 현아영의 키스영상을 빌미로 현아영을 협박하기도 한다.

### 남천고등학교
- 박세준(19세~20세)

지적인 미모에 범생이적 이미지까지 갖춘 남학생, 과거 구하린과 교제를 했지만 그녀의 과거(자신의 방관으로 윤다솜을 죽게한 일)가 들통나면서 차버렸고 대신 현아영과 바람을 피우기 시작한다. 그래서 아영이 꾸미는 한태성과 이민지 사이를 이간질하는 계획에 동참하지만 장봉남에게 첫눈에 반하기 시작하면서부터는 아영과의 사이가 멀어진다. 그래서 아영으로부터 두사람의 이간질을 막으려 했지만 금세 아영에게 덜미가 잡혔고 허위진술을 원하는 아영과 그의 패거리에게 붙잡히는 신세가 된다. 하지만 이런 상황속에서도 "천하의 나쁜사람은? 현 to the 아 to the 영"이라는 노래를 부르며 그녀의 심기를 건드린다. 장봉남과 교제를 하는동안 하린을 차버린것에 대해 굉장히 후회하고 있는 것으로 나온다.
- 박은혁(18세~19세)

임재익에게 롤 대리육성을 시켰는데 그것이 망하자 그때부터 못살게 굴기 시작한다. 이후 그와 러브라인을 형성하고 있는 강주희에게 관심을 보이며 소개시켜 달라고 했지만 매물차게 거절당했고 못살게 구는 건 기본이고 여기에 한태성에게 빌붙는 놈이라는 모욕도 서슴지 않았다. 수학여행을 떠나게 된 날, 숙소에서 주희를 불러내 의도적으로 게임에서 지게 해 술을 왕창 먹인다. 아마 성희롱을 계획했을 가능성이 높다. 하지만 재익이 흑기사를 자처해 자신의 계획을 망치는걸 보고는 그를 폭행하려 들었지만 한태성의 저지로 실패했고 이후에도 장난이라는 명목으로 심심하면 그에게 폭력을 가한다. 그러다 분노가 폭발한 임재익에 의해 싸움을 하게 되는데 예상치 못한 반격으로 주춤하는 사이 한태성에게 흠씬 두들겨 맞고는 임재익에 대한 관심을 끊어버린다.
- 권라희(16세~17세)

새학년 새학기가 시작되면서 남천고에 새로 입학한 신입생. 재익과 민지가 만화부 홍보전단을 돌리면서 처음 등장했고 부장 하린에게 합격통보를 받아 정식으로 새 만화부원이 된다. 이후 고등만화 최강자전까지 준비하는 한태성과 이민지를 무척이나 존경스러운 눈빛으로 바라보고 있으며 다른 만화부원 재익과 동환하고도 금세 가까워진다. 돌연 자신에게 접근해오는 현아영을 수상하게 여긴다. 강주희와 임재익을 이어주려는 이민지의 계획에 참여해 임재익과 친하게 지낸다. 하지만 임재익을 좋아하게 되며 들이대다가 임재익과 강주희가 사귀자 마음을 접는다.
- 현아영(18세~19세)

이 만화 최강의 악역이자 사이코패스급 인물(사실 그냥 사이코패스)
예쁜 외모와 착한 성격으로 인기가 많은 모습으로 등장한다. 하지만 학교 뒤편에서 담배를 피며 혼잣말로 하는 욕을 이도연에게 들켜버리며 착한 성격이 가식인게 밝혀졌다. 구하린과는 1학년때 박세준을 사이에 두고 사랑싸움을 하면서 사이가 삐걱거리기 시작했고 이후 그녀를 짓밟을 목적으로 중학교시절 친구의 학교폭력을 방관하고 죽음으로 내몬 살인자라는 악의적인 소문까지 퍼뜨린다. 그녀가 아끼는 태성과 민지 사이를 이간질 시키려 했으나 일이 예상대로 풀리지 않자 흥신소까지 동원하는 10대답지 않은 악랄함을 보여주었고 결국 고등만화 최강자전 내기를 할 때 사고를 친다. 자신이 그린것처럼 응모했던 작품이 대작했다는 사실이 밝혀지자 태성에게 사과하는척 하면서 그의 배를 찔러버리고 만것이다. 이 일로 학교는 발칵 뒤집혔고 경찰에 체포당하면서 만화에서 사라지게 됐다.

### 남천고등학교 교사
- 서용석

남천고 미술교사이며 학생주임을 겸하고 있다. 올바르고 건전한 학교를 만들어내는게 목표이기 때문에 교장 손녀라고 큰소리 치고 다니는 하린, 툭하면 사건사고를 일으키는 태성, 손녀딸을 차별하는 교장을 매우 싫어한다. 하지만 자신 역시 우등생들만 차별하는 모습을 보이는지라 좋은 교사라고 보기에는 다소 무리가 있다. 외모가 영화배우 고창석과 굉장히 유사하다.
- 구창호

남천고 교장이자 하린의 할아버지. 다른 학생들은 철저하게 단속하는데 비해 머리를 염색하고 학생 신분으로 오토바이를 타고다니는 손녀딸 하린은 방관한다. 게다가 하린과 태성이 오토바이로 추격전을 벌이고 있을땐 말리기는커녕 적극적으로 앞장서서 두사람이 쫓고있는 차를 가로막는가 하면 점프대 역할까지 해준다. KFC 창업주 커널 샌더스를 쏙 빼닮았다.

### 기타
- 故윤다솜

중학교 시절, 하린과 날마다 같이 다니는 평범한 여학생이었지만 하린이 일진 아이들과 어울리고 나서는 사이가 멀어졌고 그 일진 아이들에게서 학교폭력을 당하기 시작했지만 하린은 말리기는커녕 겉멋이 떨어진다고 여기며 방관하고 비웃기까지 했다. 결국 폭력을 견디다 못해 자살을 해버렸고 이는 하린이 음지생활을 청산하는 계기가 됐다.
- 윤왕국(19세)

인봉공고 전자과 3학년. 만화 최장기 시리즈로 불리는 <인천 원정대>의 주역. 구하린에게 첫눈에 반해 패거리들에게 어떻게서든 그녀를 데려오라고 지시했고 결국 야밤에 하린은 물론이고 민지까지 납치한다. 하지만 모든 부하들을 다 쓸어버리고 나타난 한태성에게 당한다. 여담으로 <인천 원정대>는 지나치게 늘어지는 전개로 인해 독자들에게서 혹평을 받은 편이다.
- 정봉구(21세)

모 대학 애니메이션과 2학년. H.A라는 필명으로 활동중인 만화가다. 어느날 우연히 접근해온 아영에게 첫눈에 반했고 결국 커플이 된다. 이후 고등만화 최강자전에 응모할 만화그리는 일을 도와달라는 부탁을 받지만 채색을 해달랍시고 보내준 파일은 밑그림도 안된 콘티에 불과했고 의도적으로 밑그림과 채색을 다해달라는걸 눈치를 챈다. 작업을 해주면서도 말이 도와주는 것이지 실상은 자신이 다하고 있다는 느낌이 들어 꺼림칙했지만 일단 약속을 한 일이었기에 군소리 없이 해준다. 하지만 어느 순간부터 아영은 연락도 끊고 점차 변하기 시작했고 의구심까지 폭발해지자 더는 견디지 못하고 행사를 주최한 본사에 전화를 걸어 아영의 그림을 자신이 대신 대작한거라고 이실직고 해버린것이다. 제보를 하고난 후에도 그만하자고 아영을 설득하려 했지만 보기좋게 뺨만 맞고 실패했다.
- 흥신소 직원

파란 후드티와 검은 마스크까지 쓴 남자. 정확한 얼굴이 공개된적은 한번도 없다. 아영에게 의뢰를 받고 도연의 영상없애기, 태성의 손목 부러뜨리기 일등을 지시받지만 모두 실패했고 이후 한태성과, 이민지, 구하린, 그리고 정봉구까지 처리해달라는 부탁을 받는다. 하지만 사람 머릿수가 너무 많아서 보증금도 만만찮을뿐더러 비용을 떠나 육체적으로 불가능하다고 만류해봐도 언제 제대로 처리한 일이 있냐는 아영의 말에 울분이 폭발해 얼마나 돈이 많길래 돈으로 해결하려 드냐며 아예 그녀를 납치해 돈뜯어낼 궁리를 한다. 그러다 달려온 태성과 마주하게 됐지만 자기네 패거리들을 동원해 일방적으로 그를 제압해버린다. 하지만 소문을 듣고 나타난 철민, 재호, 덕진에게 제압당했고 태성의 패거리들까지 몰려오면서 일차적인 후퇴를 한다.

## 제작
웹툰의 제목인 '프리드로우'에 대해 작가 전선욱은 "아직 정확한 뜻은 말할 수 없다. 연재를 해가면서 나중엔 독자 여러분께서도 만화 제목이 무엇을 의미하는지 지레 짐작하실 것이라 생각한다"고 말했다. 하지만 2013년 10월 이 웹툰을 통해 10대들에게 “인생이란 도화지에 누군가 그려주는 대로 혹은 그려진 대로 살지 말고 자신이 원하는 대로 자유롭게 그리면서 살아라”라는 메시지를 주고 싶어 프리드로우라 지었다고 밝혔다.
작가 진선욱은 첫 구상은 2009년 군대에 있을 때이며, 《스파이더맨》처럼 반전이 있는 캐릭터를 그리고 싶었다고 말했다. 만화 중간에 롤(리그 오브 레전드) 덕후 임재익의 리그 오브 레전드에 관한 대사는 작가 진선욱이 실제로 게임은 하지 않고, 주변 친구들에게 대사를 써달라 했다고 한다. 또 샤벨타이거의 리더 이지훈의 마산 사투리는 마산 출신 지인의 도움을 받았다.
제작방식에 대해서 대부분의 컷 사이즈는 16:9 사이즈로 작업하고 있으며 한 화 당 컷 수는 평균 70~80컷 정도를 유지하고 있다고 말했다. 한 편을 완성하기 위해서는 70∼80시간이 든다고 한다. 또한 실외 배경은 취재를 통해 모은 사진 자료를 바탕으로 작업한다고 한다. 생생한 캐릭터 표정에 대해서 진선욱은 "캐릭터가 연기를 한다고 생각하고 표정을 최대한 드러내려고 노력해요. 거울 보면서 표정을 연구합니다"라고 말했다.

### 연재
《프리드로우》는 2009년부터 연재되기 시작했는데, 2009년 10월 27일 창조도시를 통해 1화를 공개했다. 2013년부터 네이버 베스트도전 코너에서 연재되기 시작했으며, 2013년 9월 네이버 웹툰 정식 등재가 되었다. 이후 2013년 11월 2일을 시작으로 매주 토요일마다 연재되고 있다.

## 반응

### 평가
《한겨레》의 위근우는 "분명 십대를 중심으로 한 웹툰 주 독자층에 인기를 끌 만한 요소를 거의 모두 가지고 있는 작품이다. 무엇보다 설정과 캐릭터, 개그 센스를 한 회에 몰아 보여주며 첫 화만으로 독자를 휘어잡은 전략적 태도는 신인답지 않게 노련하다. 성공하는 웹툰의 법칙이라는 것이 있다면 모두 이 안에서 설명이 가능할 정도다"라고 기사를 썼다.
일단 작화는 주요 독자인 10대들이 좋아할만한 그림체인데다 미인형 캐릭터들이 호평을 받고있다. 하지만 지나치게 비현실적인 요소들과 일진들을 포장하는 미화논란, 본래 주제를 벗어난 산으로 가는 스토리 등 호불호가 극명하게 갈린다.

### 인기
《프리드로우》는 베스트 도전 시절부터 70만 건이 넘는 조회수를 기록하는 등 관심을 받고 있었다. 이후 네이버 정식 웹툰으로 연재되고 나서부터는 업데이트되는 매 주 토요일마다 네이버뿐만 아니라 다음 검색어 순위에 오르고 있다.
또한 캐릭터상품으로도 발매되었다.